# هانس فان ميرلو

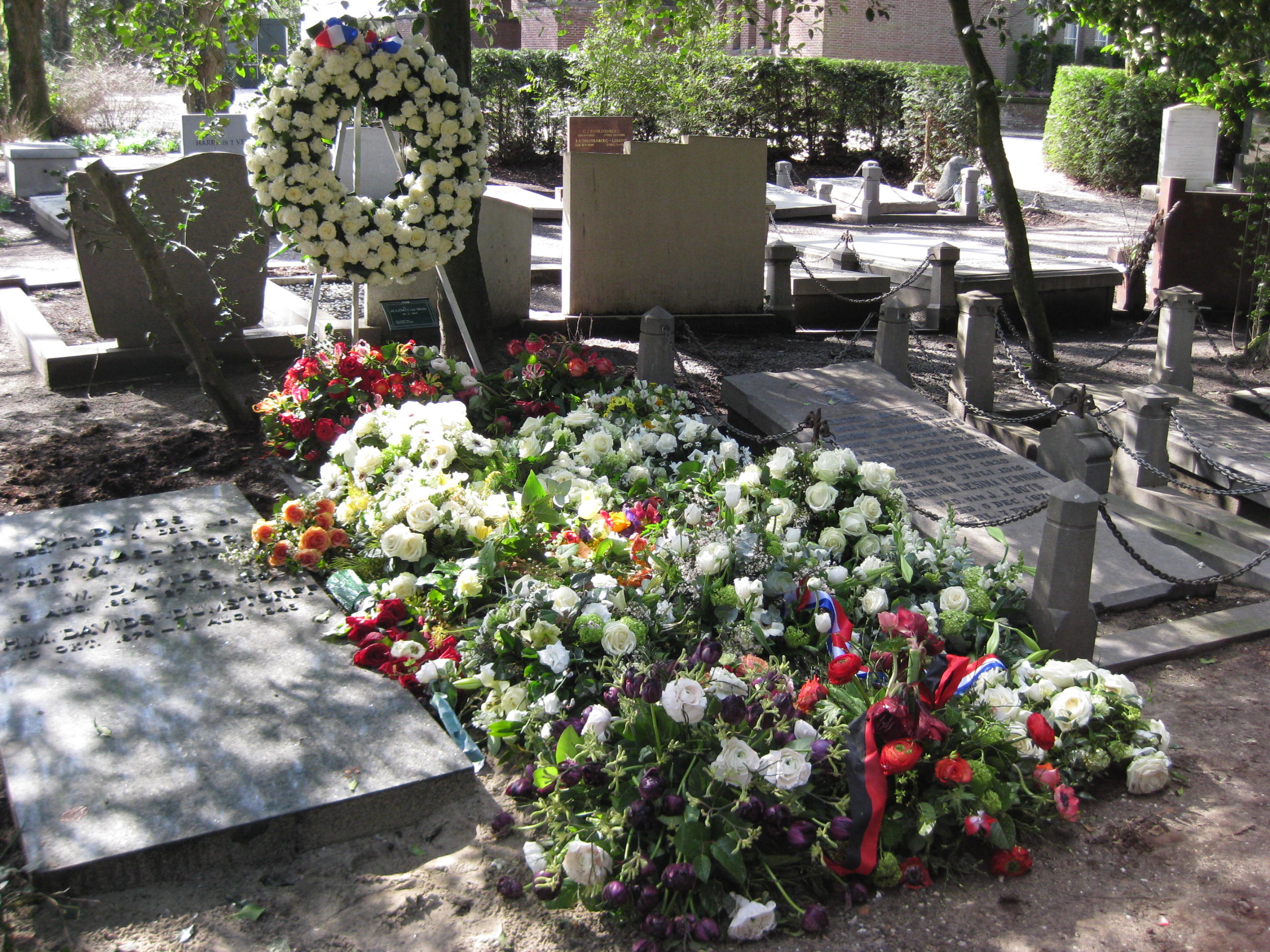
قبر هانس فان ميرلو بمدينة امستردام

هانس فان ميرلو (بالهولندية: Hans van Mierlo) سياسي وصحافي هولندي، ولد في 18 أغسطس، 1931 بمدينة بريدا الهولندية وتوفي في 11 مارس، 2010 بمدينة امستردام. يعتبر فان ميرلو من كبار مؤسسي حزب الديمقراطيين 66.

## مهام - مناصب
- 1966-1973, زعيم سياسي
- 1986-1998	زعيم سياسي
- 1966-1967	رئيس حزب الديمقراطيين 66
- 1967-1973 عضو مجلس الحزب
- 1967-1977, عضو مجلس الحزب
- 1986-1994, عضو مجلس الحزب
- 1998 نائب برلماني
- 1967-1973, نائب برلماني
- 1986-1994 رئيس فريق برلماني
- 1981-1982 وزير دفاع هولندا
- 1983-1986 عضو الغرفة الأولى
- 1994-1998 وزير خارجية هولندا
- 1994-1998 نائب رئيس الحكومة

## روابط خارجية
- هانس فان ميرلو على موقع مونزينجر (الألمانية)
- هانس فان ميرلو على موقع ديسكوغز (الإنجليزية)
- هانس فان ميرلو على موقع قاعدة بيانات الفيلم (الإنجليزية)